# Lijst van burgemeesters van Sint-Andries
Dit is een chronologische lijst van burgemeesters van Sint-Andries, een voormalige gemeente in de Belgische provincie West-Vlaanderen, thans deelgemeente van de stad Brugge.
Bij de indeling, in de Franse Tijd, van het departement van de Leie in  40 kantons, behoorde Sint-Andries tot het kanton Oostkamp. Van het Jaar V tot het jaar VIII der Franse Republiek (1796-1799) hadden de huwelijken plaats in de hoofdplaats van het kanton, terwijl de 'officier municipal' die aangesteld was voor Sint-Andries, de registers van geboorte en overlijden bijhield. 
Na de staatsgreep van 18 Brumaire VIII (9 november 1799) besliste het Consulaat dat de kantons werden afgeschaft en iedere gemeente werd zelfstandig.

## Franse Tijd en Verenigd koninkrijk der Nederlanden
- 1800-1803: Alexandre Demullet
- 1803-1814: Philippe Gevaert
- 1814-1816: Eugène de Peellaert
- 1816-1830: Petrus Maene

## Belgisch Koninkrijk
- 1830-1872: Edouard de Nieulant
- 1872-1884: Adolphe Otto de Mentock
- 1905-1919: Paul Rotsart de Hertaing
- 1919-1921: Paul Coppieters
- 1922-1945: Stanislas van Outryve d'Ydewalle
  - 1941-1942: Elias Couvreur, oorlogsburgemeester, niet opgenomen op de officiële lijst.
- 1945-1951: Cyriel Durein
- 1951-1958: Fernand Coppieters de ter Zaele
- 1959-1970: Pieter Leys
  - 1971-heden: (samengevoegd met Brugge)